# Szkoła elejska
Niektóre z zamieszczonych tu informacji wymagają weryfikacji.
Dokładniejsze informacje o tym, co należy poprawić, być może znajdują się w dyskusji tego artykułu.
 Po wyeliminowaniu niedoskonałości należy usunąć szablon [[Szablon:Dopracować|]] z tego artykułu.
Szkoła eleacka (inaczej eleaci) – starożytna szkoła filozoficzna, biorąca swoją nazwę od greckiej kolonii w Elei. Powstała jako reakcja na antropomorfizm greckiej religii. Eleaci wierzyli w jednorodność materii, odrzucali istnienie czasu i ruchu, co wykazywał między innymi Zenon z Elei.

## Ksenofanes a eleaci
Panowało dawniej przekonanie, że Ksenofanes jest założycielem szkoły eleatów. Pogląd taki wyraził Klemens z Aleksandrii, prawdopodobnie w oparciu o przypisywane Arystotelesowi pismo O Melissosie, Ksenofanesie i Gorgiaszu. Współcześnie, w oparciu o dokładniejszą analizę źródeł, odrzuca się ten pogląd. Świadczy o tym m.in. odmienność myśli: Ksenofanes podejmuje tematykę teologiczną, eleaci ontologiczną. Dialektyka Ksenofanesa ma inny charakter niż dialektyka eleatów, gdyż dialektyka eleatów opierała się na ściśle określonej zasadzie (niezmienności Bytu), podczas gdy dialektyka Ksenofanesa nie ma jakiejś głównej, wiążącej zasady. Także same kontakty Ksenofanesa z eleatami są mało prawdopodobne - w tradycji nie ma dokładnych przekazów o jego trwałych związkach z Eleą. W jednym z zachowanych fragmentów Ksenofanes pisze, że w wieku 92 lat jest włóczęgą - a jest mało prawdopodobne, by założył szkołę w Elei w wieku późniejszym. Wreszcie dawne przekonanie, że Ksenofannes był założycielem szkoły w Elei czerpie źródło z niejasnego przekazu zawartego w Sofiście (242 c-d) Platona - we fragmencie tym Platon pisze: "A nasza grupa, Eleatów, od czasów Ksenofanesa i jeszcze dawniej mówi, że jednym jest to, tak zwane wszystko, co istnieje". Platon prawdopodobnie w tym fragmencie nie wypowiada się jako historyk myśli, ale jako filozof, przeciwstawiając tych, którzy sprowadzają wszystko do jedności, upatrującym wielości w bycie. Ponadto jedność bytu u Ksenofanesa ma całkiem inne znaczenie niż w filozofii eleatów.

## Przedstawiciele i poglądy

### Parmenides
Parmenides (VI/V w. p.n.e.) stwierdził, że:

Trzeba z konieczności powiedzieć i myśleć, że tylko to, co jest, istnieje. Bo byt jest, a niebytu nie ma

Według niego byt istnieje, a niebyt nie istnieje, to twierdzenie stało się podstawą jego dalszych rozważań. Parmenides stwierdził, że byt nie może mieć początku, ponieważ mógł powstać tylko z niebytu, którego przecież nie ma. Nie może również mieć końca, z tych samych powodów, dla których nie może mieć początku.  Byt jest również ciągły, gdyż każda przerwa byłaby niebytem, jest nieruchomy, niezmienny, bo zmienić mógłby się tylko w niebyt, jest niepodzielny, ponieważ byt mógłby się podzielić tylko na niebyt, a niebytu nie ma. Podsumowując, według Parmenidesa byt jest stały i jeden, jest przeciwieństwem stawania się i mnogości. Dowodził również, że niebytu nie można poznać ani wypowiedzieć, gdyż między myślą a bytem zachował się związek najściślejszy, czyli myśl nie jest w stanie znaleźć czegoś nieistniejącego.
Parmenides doszedł do swoich twierdzeń na drodze dedukcji, sądził, że to wyniki rozumowania dają właściwy obraz bytu, a nie zjawiska. Dlatego z dwóch rodzajów poznania uznawał tylko myślowe, odrzucał zaś zmysłowe, które było według niego niewiarygodne. Utożsamiał myśl z bytem, ale nie postrzeżenia z myślami, stwierdził mianowicie:

Nie poddawaj się przyzwyczajeniu i nie daj się powodować wzrokowi, które nie umie patrzeć, szumiącemu słuchowi i językowi. Nie, myślą rozsądź sporne dociekania, o których ci rzekłem

### Melissos z Samos
Melissos z Samos (V wiek p.n.e) był uczniem Parmenidesa, jednak nie filozofem, a filozofującym żołnierzem. Przypisał bytowi pięciorakie własności: 1) Jest wieczny i nieskończony w czasie, 2) nieskończony przestrzennie, 3) jedyny, 4) niezmienny, 5) nie doznaje bólu ani cierpienia. To co różniło go od swojego mistrza, to fakt że przyjmował nieskończoną przestrzeń bytu, oraz uznawał doskonałość bytu, gdyż nie doznawał bólu i cierpienia.

### Zenon z Elei
Zenon z Elei (490-440 r. p.n.e) Był innym typem filozofa niż jego poprzednicy, był apologetą i polemistą, mniej zajmował się zdobywaniem nowych praw, a częściej bronił zdobytej wiedzy i zwalczał poglądy przeciwników. Udoskonalił sztukę prowadzenia sporów, był twórcą dialektyki. Bronił jedności i niezmienności bytu, opracował cztery argumenty przeciwko ruchowi
1) Dychotomia: Przedmiot który znajduje się w ruchu musi przebyć jakąś drogę. Aby to zrobić musi najpierw przebyć połowę drogi, potem połowę połowy itd. Nigdy nie uda mu dość do celu, gdyż zawsze będzie przynajmniej mała połowa do przebycia, jest więc nieskończona liczba odcinków do przebycia, a tego w skończonym przeciągu czasu dokonać nie można, ruch jest więc niemożliwy.
2) Achilles: Najszybszy biegacz nie dogoni najwolniejszego. Achilles nie dogoni żółwia, jeśli ten go nie wyprzedzi. Goniący bowiem musi dojść najpierw do miejsca, z którego wyszedł goniony, ten zaś posunął się naprzód i tak będzie zawsze.
3) Strzała: Lecąca strzała nie porusza się w chwili teraźniejszej, lecz spoczywa w powietrzu i nie przebiega żadnej przestrzeni, tak jest w każdej chwili. Czas składa się z chwil, więc strzała nie może posuwać się naprzód w powietrzu lecz spoczywa
4) Stadion: Szybkość, z jaką przedmioty się poruszają, jest jednocześnie taka i inna, mniejsza i większa, w zależności od tego, względem jakich innych przedmiotów jest rozważana. Jeśli ruch dokonuje się z szybkością, która jest jednocześnie taka i nie taka, to jest sprzeczny i nie może istnieć. Przykład że szybkość przedmiotów jest jednocześnie różny: z trzech zbiorów ciał A,B,C pierwszy jest nieruchomy, reszta jest za to w ruchu, gdy zbiory te z układu I przeszły w układ II, to C minęło dwa odstępy A – A, a cztery odstępy B – B, więc przeszło pewną drogę i jednocześnie drogę dwukrotnie większą.
Zenon argumentował też przeciwko mnogości, jeden z jego argumentów brzmiał tak: Jeżeli byt stanowi mnogość to jest podzielny do tego momentu w którym jego części posiadają wielkość, gdy podział dojdzie do części która nie ma wielkości, wtedy nie może się już dzielić. Jeśli jednak część jest pozbawiona wielkości, to suma też, byt jest więc niepodzielny.
Wśród następców Zenona znajdowali się uczniowie sofistów (najbardziej znany to Gorgiasz) i Sokratesa (wśród nich szkoła megarejska).

### Gorgiasz z Leontinoi
Gorgiasz z Leontinoi (żył między 483 a 374 r. p.n.e.) głosił nihilistyczne i sceptyczne tezy: 1) nie ma nic, 2) nawet gdyby było coś, to jest to niepoznawalne, 3) gdyby było poznawalne, to nie byłoby to przedmiotem zrozumienia między ludźmi. Tezy Gorgiasza wyglądają na żart retora, jednak były poważnie rozważane w starożytności. Nie oznacza to, że Gorgiasz sądził, iż niczego nie ma; chciał raczej odkrywać trudności logicznie, które inni mieli rozwiązać.

### Szkoła megarejska
Założona została przez Euklidesa z Megary, kładła nacisk na erystykę – sposób prowadzenia sporów i dowodów na podstawie wykazywania sprzeczności w nich. Do ciekawych przykładów zastosowania erystyki należy wywód Eubulidesa, tzw. "rogacz": Nie zgubiłeś rogów, a to, czego nie zgubiłeś posiadasz. Innymi znanymi przedstawicielami szkoły megarejskiej byli Diodor Kronos oraz Stilpon.

### Paradoksy eleatów
Swoje poglądy eleaci prezentowali często w postaci paradoksów. Najbardziej znane są paradoksy Zenona z Elei, wskazujące na niemożliwość istnienia ruchu, oraz paradoksy megaryjskie (przypisywane Eubulidesowi).